# Santiago Irigoyen

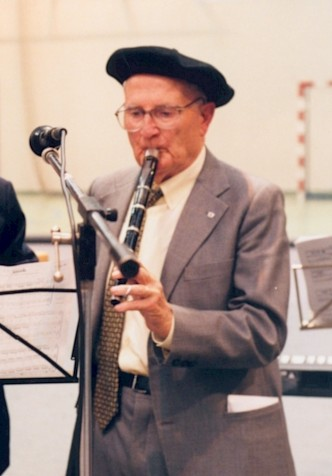
Santiago Irigoyen (Rentería, Guipúzcoa, 1997)

Santiago Irigoyen Igoa (Lesaca, Navarra, 24 de julio de 1913 - 5 de mayo de 2007) fue un músico español.
Nace en Lesaca en 1913. Se formó musicalmente en la Academia de Música de su localidad natal, ingresando en la banda el año 1926, primero como trombón y más tarde trompeta; llegó en el tiempo a ser subdirector de la banda. El mismo año 1926 tuvo que aprender en dos meses el repertorio de los txistularis, presentándose al público el 1 de enero de 1927 en el cargo de Txistu 1º. Recibió clases de Alejandro Lizaso, txistulari en Rentería. Fue durante muchos años el maestro de txistularis en Lesaca, recibiendo varios homenajes a lo largo de su vida. Es autor de un buen número de piezas de repertorio para banda de txistu. 
Fallece en Lesaca el año 2007.

## Obras
- Adan y Eva (Bnd)
- Ariñ ariñ (tx/tx/sb)
- Ariñ ariñ (tx)
- Aurrera (Co/órg)
- Erdi bidekoa (tx)
- Erdi bidekoa [mold.] (tx/tx/sb)
- Fandango (tx/tx)
- Flor de Lis (tx)
- Fraiñgo gurutzea (tx/tx/sb/at)
- Goitik-Bera (tx/tx/sb)
- Goizean goiz (tx/tx/sb)
- Illeta doinua (tx/tx/sb)
- Iria (tx/tx/sb)
- Iria [mold.] (tx/tx/sb)
- Karrikaz karrika [mold.] (tx/tx/sb)
- Karrikaz-Karrika (tx/tx/sb)
- Koxkonta (tx/tx)
- Koxkonta [mold.] (tx/p)
- Lesaka: fandango (tx/tx/sb)
- Lesaka: zortziko (tx/tx/sb)
- Lesaka : orripeko [mold.] (tx/tx/sb)